# One Time for All Time
One Time for All Time — второй студийный альбом британской построк-группы 65daysofstatic, вышедший в 2005 году.

## Критика
Музыкальный критик Уильям Рульман в рецензии на портале AllMusic пишет, что музыка группы больше направлена на то, чтобы вызвать определённые чувства, а не передать некий смысл, и предполагает, что группа может преуспеть в создании музыки для фильмов. В целом о музыке критик пишет, что «так могли бы звучать Radiohead без Тома Йорка на вокале».

## Список композиций
1. «Drove Through Ghosts To Get Here» — 4:18
2. «Await Rescue» — 4:44
3. «23kid» — 4:32
4. «Welcome To The Times» — 3:53
5. «Mean Low Water» — 4:00
6. «Climbing On Roofs (Desperate Edit)» — 2:27
7. «The Big Afraid» — 2:08
8. «65 Doesn’t Understand You» — 5:36
9. «Radio Protector» — 5:26